# Walter-Scheel-Preis

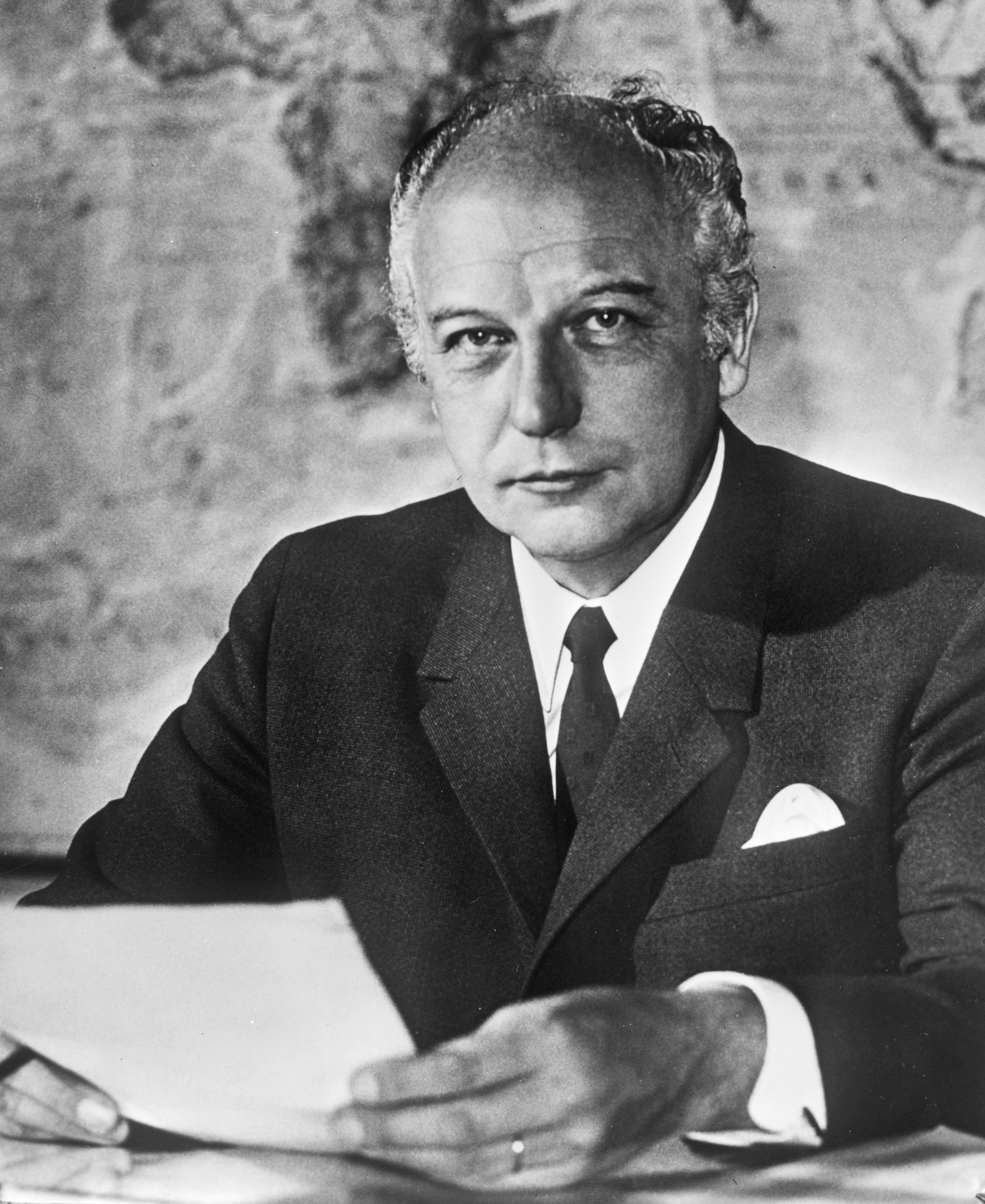
Walter Scheel 1971

Der Walter-Scheel-Preis wird seit 2011, dem 50. Jahrestag der Gründung des Bundesministeriums für wirtschaftliche Zusammenarbeit und Entwicklung, verliehen. Seit 2015 sind die Walter-Scheel-Stiftung, die Friedrich-Naumann-Stiftung für die Freiheit und der Freundeskreis Walter Scheel e.V. die offiziellen Verleiher.
Die Auszeichnung erhalten Personen und Organisationen, die sich mit ihrem Engagement um die gesellschaftliche Verankerung der Entwicklungszusammenarbeit besonders verdient gemacht haben und damit weitere Menschen zum Engagement motivieren. Mit dem Preis soll zugleich Walter Scheel geehrt werden, der das 1961 neu geschaffene Bundesministerium für wirtschaftliche Zusammenarbeit und Entwicklung leitete. Der undotierte Preis wird alle zwei Jahre verliehen.

## Preisträger
- 2011: Ulrich Wickert, Journalist, für Plan International e.V.; Michael Otto, Unternehmer; Nia Künzer, ehemalige Fußballnationalspielerin; Asfa-Wossen Asserate, äthiopisch-deutscher Unternehmensberater
- 2013: Afghanistan-Schulen, Verein zur Unterstützung von Schulen in Afghanistan; Dirk Steffens, Journalist und Moderator
- 2015: James Shikwati, kenianischer Ökonom, Direktor des Inter Region Economic Network (IREN) in Kenia[5]; Eicke Weber, Physik-Professor an der Universität Freiburg, Leiter des Fraunhofer-Instituts für Solare Energiesysteme[6]
- 2017: Amadou Diaw, senegalesischer Unternehmer; Ulrich Grillo, Unternehmer, ehemaliger Präsident des Bundesverbandes der Deutschen Industrie[7]
- 2019: Auma Obama, kenianische Journalistin[8]
- 2022: Halyna Tytysh, ukrainische Bildungsaktivistin, Gründerin der Organisation Smart Osvita, die Onlinekurse für geflüchtete ukrainische Schüler anbietet.[9]
- 2024: Horst Köhler, Bundespräsident a. D. und Trupti Mehta, indische Umweltaktivistin[10]